# Оберпуллендорф (округ)
Оберпуллендорф (нім. Bezirk Oberpullendorf) — округ в Австрії. Центр округу — місто Оберпуллендорф. Округ входить до складу федеральної землі Бургенланд і його межі співпадають з регіоном Міттельбургенланд. Займає площу 701,49 км². Населення 38 096 чоловік.

## Адміністративні одиниці
1. Дойчкройц
2. Драсмаркт
3. Франкенау-Унтерпуллендорф
4. Гросварасдорф
5. Горічон
6. Унтерпетерсдорф
7. Кайзерсдорф
8. Коберсдорф
9. Лакенбах
10. Лакендорф
11. Локенгаус
12. Гокстрас
13. Луцманнсбург
14. Штреберсдорф
15. Маннерсдорф-на-Рабеніц
16. Лібінг
17. Раттерсдорф
18. Маркт-Санкт-Мартін
19. Некенмаркт
20. Гашендорф
21. Нойталь
22. Нікіч
23. Кроатіш-Мінігоф
24. Оберлойсдорф
25. Оберпуллендорф
26. Пільгерсдорф
27. Штайнбах
28. Пірінгсдорф
29. Райдінг
30. Рітцинг
31. Штайнберг-Дерфль
32. Штоб
33. Унтерфрауенгайд
34. Унтеррабніц-Швендграбен
35. Вайнграбен
36. Вепперсдорф

## Населення
Населення округу за роками за даними статистичного бюро Австрії

## Виноски
- Офіційна сторінка(нім.)